# 莱蒂蒂亚·弗里斯德
莱蒂蒂亚·弗里斯德（荷蘭語：Letitia Vriesde，1964年10月5日—），苏里南女子田径运动员。她曾代表苏里南参加1991年、1995年、1999年和2003年泛美运动会田径比赛，获得一枚金牌、一枚银牌和一枚铜牌。